# Sista dansen
Sista dansen è un film del 1993 diretto da Colin Nutley.

## Riconoscimenti
Guldbagge - 1994
Migliore attrice a Helena Bergström
Migliore fotografia a Jens Fischer